# Гомрай
Гомрай (Buceros) — рід птахів родини птахів-носорогів (Bucerotidae). Включає 3 види. Представники роду поширені в Південній та Південно-Східній Азії.

## Опис
Усі носороги цього роду мають великий і порожнистий кістковий наріст на верхній частині дзьоба. Це найбільші представники родини, з розмахом крил 1,8 м.

## Класифікація
- Гомрай великий (Buceros rhinoceros)
- Гомрай дворогий (Buceros bicornis)
- Гомрай вогнистий (Buceros hydrocorax)